# Kapitańszczyzna
Kapitańszczyzna – kolonia w Polsce, położona w województwie podlaskim, w powiecie hajnowskim, w gminie Narewka. Wchodzi w skład sołectwa Ochrymy. 
| SIMC    | Nazwa   | Rodzaj  |
| ------- | ------- | ------- |
| 0037049 | Kasjany | kolonia |

W latach 1975–1998 kolonia administracyjnie należała do województwa białostockiego.
20 czerwca 1942 kolonia została spacyfikowana przez Niemców. Ludność wysiedlono a zabudowania spalono. 19 czerwca we wsi rozstrzelano trzech partyzantów – Juliana Daniłowicza, Eugeniusza Rejenta i Aleksego Zielińskiego.
Prawosławni mieszkańcy wsi należą do parafii Świętych Apostołów Piotra i Pawła w Lewkowie Starym, a wierni kościoła rzymskokatolickiego należą do parafii św. Jana Chrzciciela w Narewce.